# 劉子厲
劉子厲（1470年—1510年代），字克溫，江西吉安府安福縣南鄉浮山人，明朝政治人物。

## 生平
劉子厲是弘治十一年（1498年）戊午科江西鄉試第十七名舉人，十二年（1499年）年聯捷進士，十三年（1500年）授嘉善知縣，在地方縮費均徭，緩刑懲奸，嚴厲中帶慈惠，操守清白，餘暇時召來諸生講學，人民悅服，十六年（1503年）陞監察御史，奉命查察湖廣、貴州邊餉，正德二年（1507年）與劉慶、閻睿、趙佑、房瀛、陳鍾、孫迪盤查大同邊儲，三年（1508年）卻和兵科給事中潘希曾遭劉瑾黨羽誣逮下獄杖打三十，貶為庶民，劉瑾敗亡後起復巡按福建，不久去世，入祀鄉賢祠。

## 家族
曾祖劉貴良。祖父劉拱政，封刑部员外郎。父劉穉（1448年-1521年），字幼立，號北山。母李氏，封孺人。兄劉孟，禮科左給事中；劉子貴；劉蓝；劉子明（贡士）。弟劉盎；劉子謙；劉盈；劉盥。從兄浙江佥事刘蓝、大兴知县刘子明。

## 引用
1. 1 2  同治《安福縣志·卷十·人物志》：劉子厲，字克溫，南鄉浮山人，宏治己未進士，授嘉善令，邑素繁劇，子厲縮費均徭，緩刑懲奸，暇則進諸士講析疑義，士民竦服，召為監察御史，奉命查理湖貴邊餉，逆瑾執柄斥不附己者，誣逮下獄落職，瑾敗起按福建，尋卒，祀鄉賢。
2. ↑  同治《安福縣志·卷八·選舉志》：明鄉舉……宏治十一年戊午科……劉子厲 進士……明進士……宏治十二年己未科倫文敘榜……劉子厲 傳見宦績
3. ↑  光緒《嘉善縣志·卷十五·官師志下》：劉子厲，字克溫，江西安福人，進士，宏治庚申宰嘉善，廉明精悍，斷獄引律皆出手決，胥吏奉成案而已，政雖尚嚴中實慈惠，操履清白不為勢惕，三載擢監察御史。 《趙府圖記》
4. ↑  《明武宗毅皇帝實錄·卷二十二》：（正德二年閏正月丁未）命監察御史劉慶、閻睿、趙佑、房瀛、陳鍾、孫迪、劉子厲查盤大同等處邊儲。
5. ↑  《明武宗毅皇帝實錄·卷四十》：（正德三年七月壬子）兵科給事中潘希曾、監察御史劉子厲查盤邊儲復命，以參官不明下錦衣獄仍闕下杖之三十，發為民。
6. ↑  龚延明主编 (编). . 宁波: 宁波出版社. 2016. ISBN 978-7-5526-2320-8. 《天一閣藏明代科舉錄選刊.登科錄》之《弘治十二年己未科進士登科錄》